# Simplexe de Thoma
 (mars 2023).
En mathématiques, le simplexe de Thoma est un simplexe de dimension infinie, qui en théorie des représentations groupes infini requis. Le simplexe est un sous-espace fermé de l'espace produit infini dénombrable
{\displaystyle [0,1]^{\infty }\times [0,1]^{\infty }}
et se compose de paires de séquences réelles infinies.
Le simplexe de Thoma porte le nom de Elmar Thoma,.

## Simplexe de Thoma
Un simplexe de Thoma est l'ensemble des paires {\displaystyle (\alpha ,\beta )}, constituées de suites réelles {\displaystyle \alpha :=(\alpha _{i}),\beta :=(\beta _{i})} telles que,:
{\displaystyle (\alpha _{1}\geq \alpha _{2}\geq \alpha _{3}\geq \cdots \geq 0),\quad (\beta _{1}\geq \beta _{2}\geq \beta _{3}\geq \cdots \geq 0),\quad \sum \limits _{i=1}^{\infty }(\alpha _{i}+\beta _{i})\leq 1.}
Plus loin on définit {\displaystyle \gamma :=1-\sum \limits _{i=1}^{\infty }(\alpha _{i}+\beta _{i})}.